# Gauliga Osterland
Die Gauliga Osterland war eine der obersten Fußballligen des Verbandes Mitteldeutscher Ballspiel-Vereine (VMBV). Sie wurde 1923 ins Leben gerufen und bestand bis zur Auflösung des VMBVs 1933. Der Sieger qualifizierte sich für die Endrunde der mitteldeutschen Fußballmeisterschaft.

## Überblick
Die Gauliga Osterland wurde 1923 im Zuge einer Spielklassenreform (die sieben erstklassigen Kreisligen wurden aufgelöst und die zahlreichen Gauligen traten wieder an erster Stelle) des VMBV gegründet. Die Vereine spielten vor 1919 im Gau Ostthüringen, der zwischen 1919 und 1923 dem Kreis Thüringen zugeordnet war. Die Gauliga startete mit fünf Teilnehmern, die Anzahl wurde in den kommenden Spielzeiten schrittweise erhöht. Ab der Saison 1928/29 spielten zehn Vereine in der Liga.
Im Zuge der Gleichschaltung wurde der VMBV und demzufolge auch die Gauliga Osterland wenige Monate nach der Machtübernahme der Nationalsozialisten im Jahre 1933 aufgelöst. Die Vereine wurden in den Fußballgau Mitte eingeordnet, erhielten aber keinen Startplatz für die ab 1933 eingeführte erstklassige Gauliga Mitte, sondern wurden in den unteren Ligen eingeordnet.
Die Gauliga Osterland wurde vom FC Wacker Gera dominiert, der sich sechsmal die Gaumeisterschaften sichern konnte. Lokalrivale SpVgg 1904 Gera errang 1924/25 die Gaumeisterschaft. Gegen Ende der 1920er und Anfang der 1930 kamen ebenfalls der 1. FC Greiz, sowie der FC Thüringen Weida zu Meisterschaftsehren.

## Einordnung
Die übermäßige Anzahl an erstklassigen Gauligen innerhalb des VMBVs hatte eine Verwässerung des Spielniveaus verursacht, es gab teilweise zweistellige Ergebnisse in den mitteldeutschen Fußballendrunden. Das Abschneiden in den mitteldeutschen Fußballendrunden der Vereine aus der Gauliga Osterland variierte Jahr für Jahr. In den ersten beiden Spielzeiten, in der die Gauliga Osterland existierte, schieden die Gaumeister aus Gera bereits in der ersten Runde aus. Mitte der 1920er stieg jedoch die Spielstärke, so dass 1926/27 die dritte Runde und 1927/28 gar das Halbfinale der mitteldeutschen Fußballmeisterschaft erreicht werden konnte. 1930/31 gelang Thüringen Weida in der zweiten Runde ein 3:2-Erfolg über den Gaumeister aus dem spielstärksten Gau Nordwestsachsen, FC Sportfreunde Leipzig. Diesen Erfolgen standen in anderen Spielzeiten jedoch auch hohe Niederlagen entgegen, 1929/30 verlor der 1. FC Greiz sein Erstrundenspiel gegen den SV Preußen Langensalza mit 2:7, 1931/32 verlor Thüringen Weida in der zweiten Runde gegen den späteren mitteldeutschen Fußballmeister PSV Chemnitz gar zweistellig (2:10).
Für die ab 1933 eingeführte Gauliga Mitte wurde anfangs keine Mannschaft aus der Gauliga Osterland berücksichtigt. Dem FC Thüringen Weida gelang aber 1936 und dem 1. SV Gera (Zusammenschluss der SpVgg 1904 Gera mit dem SC Concordia Gera Reuß) 1939 der Aufstieg in diese erste Fußballliga.

## Meister der Gauliga Osterland 1924–1933
| Jahr    | Gaumeister Osterland | Abschneiden mitteldt. Meisterschaft a | Mitteldeutscher Meister     |
| ------- | -------------------- | ------------------------------------- | --------------------------- |
| 1923/24 | FC Wacker Gera       | 1. Runde (1)                          | SpVgg 1899 Leipzig-Lindenau |
| 1924/25 | SpVgg 1904 Gera      | 1. Runde (1)                          | VfB Leipzig                 |
| 1925/26 | FC Wacker Gera       | 2. Runde (2)                          | Dresdner SC                 |
| 1926/27 | FC Wacker Gera       | 2. Zwischenrunde (3)                  | VfB Leipzig                 |
| 1927/28 | FC Wacker Gera       | Halbfinale (4)                        | FC Wacker Halle             |
| 1928/29 | FC Wacker Gera       | 2. Vorrunde (2)                       | Dresdner SC                 |
| 1929/30 | 1. FC Greiz          | 1. Vorrunde (1)                       | Dresdner SC                 |
| 1930/31 | FC Thüringen Weida   | Viertelfinale (3)                     | Dresdner SC                 |
| 1931/32 | FC Thüringen Weida   | 2. Vorrunde (2)                       | PSV Chemnitz                |
| 1932/33 | FC Wacker Gera       | 2. Runde (2)                          | Dresdner SC                 |

## Rekordmeister
Rekordmeister der Gauliga Osterland ist der FC Wacker Gera, der den Titel sechs Mal gewinnen konnten.
|  | Verein             | Titel | Jahr                                                 |
|  | ------------------ | ----- | ---------------------------------------------------- |
|  | FC Wacker Gera     | 6     | 1923/24, 1925/26, 1926/27, 1927/28, 1928/29, 1932/33 |
|  | FC Thüringen Weida | 2     | 1930/31, 1931/32                                     |
|  | SpVgg 1904 Gera    | 1     | 1924/25                                              |
|  | 1. FC Greiz        | 1     | 1929/30                                              |

## Ewige Tabelle
Berücksichtigt sind alle Spielzeiten der erstklassigen Gauliga Osterland von 1923 bis 1933.
| Pl. | Verein                 | Jahre | Sp. | S   | U  | N  | T+  | T-  | Diff. | Punkte  | Ø-Pkt. | Titel | Spielzeiten          |
| --- | ---------------------- | ----- | --- | --- | -- | -- | --- | --- | ----- | ------- | ------ | ----- | -------------------- |
| 1.  | FC Wacker Gera         | 10    | 140 | 101 | 16 | 23 | 565 | 228 | +337  | 218:62  | 1,56   | 6     | 1923–1933            |
| 2.  | SpVgg 1904 Gera        | 10    | 140 | 72  | 23 | 45 | 449 | 269 | +180  | 167:113 | 1,19   | 1     | 1923–1933            |
| 3.  | VfB Pößneck            | 10    | 140 | 66  | 13 | 61 | 348 | 316 | +32   | 145:135 | 1,04   | 0     | 1923–1933            |
| 4.  | FC Thüringen Weida     | 7     | 114 | 63  | 13 | 38 | 356 | 269 | +87   | 139:89  | 1,22   | 2     | 1926–1933            |
| 5.  | FC Konkordia Gera-Reuß | 10    | 140 | 51  | 21 | 68 | 318 | 427 | −109  | 123:157 | 0,88   | 0     | 1923–1933            |
| 6.  | 1. FC Greiz            | 7     | 112 | 54  | 11 | 47 | 270 | 294 | −24   | 119:105 | 1,06   | 1     | 1925–1927, 1928–1933 |
| 7.  | SpVgg Neustadt/Orla    | 7     | 107 | 39  | 14 | 54 | 272 | 301 | −29   | 92:122  | 0,86   | 0     | 1924–1926, 1928–1933 |
| 8.  | SV Schmölln 1913       | 6     | 102 | 26  | 15 | 61 | 182 | 359 | −177  | 67:137  | 0,66   | 0     | 1927–1933            |
| 9.  | PSV Gera               | 5     | 77  | 23  | 12 | 42 | 173 | 223 | −50   | 58:96   | 0,75   | 0     | 1926–1931            |
| 10. | SC Gera-Rubitz         | 3     | 54  | 17  | 4  | 33 | 121 | 182 | −61   | 38:70   | 0,7    | 0     | 1929/30, 1931–1933   |
| 11. | VfB Ronneburg          | 3     | 54  | 10  | 6  | 38 | 110 | 242 | −132  | 26:82   | 0,48   | 0     | 1928/29, 1930–1932   |
| 12. | SC Ranis               | 1     | 18  | 4   | 3  | 11 | 33  | 68  | −35   | 11:25   | 0,61   | 0     | 1932/33              |
| 13. | SpVgg Helios Eisenberg | 1     | 8   | 1   | 1  | 6  | 7   | 26  | −19   | 3:13    | 0,38   | 0     | 1923/24              |